# Seseria affinis
Seseria affinis är en fjärilsart som beskrevs av Druce 1873. Seseria affinis ingår i släktet Seseria och familjen tjockhuvuden. Inga underarter finns listade i Catalogue of Life.